# Pepperell (Massachusetts)
Pour les articles homonymes, voir Pepperell.
Pepperell est une municipalité du comté de Middlesex au Massachusetts, fondée en 1720.
Sa population était de 11 497 habitants en 2010.

## Localisation
| Brookline (New Hampshire) |           | Hollis (New Hampshire) |
| Townsend                  | Pepperell | Dunstable              |
| Townsend                  | Groton    | Groton                 |